# Michalis Rakintzis
Michalis Rakintzis är artist och låtskrivare, född 3 april, 1961 i Aten, Grekland.
Under 1980-talet sjöng han i gruppen Scraptown i Storbritannien, där han även studerade. 
Efter att gruppen splittrades åkte han hem till Grekland och påbörjade sin solokarriär. Genombrottet kom 1987 då låten Moro mou faltso blev en hit. Albumet med samma namn belönades med en guldskiva. 
1991 framröstades han av musiktidningen Popcorns läsare till årets artist. 
Rakintzis har arbetat med internationella artister, såsom Ian Gillan från Deep Purple och Bonnie Tyler.
Han representerade Grekland i Eurovision Song Contest 2002 i Tallinn. Låten, S.A.G.A.P.O. väckte stor uppmärksamhet för det annorlunda sättet den framfördes på. Kombinationen av klädsel, dans och nervositet i rösten gjorde att telefonrösterna uteblev och bidraget slutade kvällen på sextondeplats. 

## Diskografi
- 1987 - Moro mou faltso
- 1988 - Isovia
- 1989 - Dikaioma gia 1+1
- 1990 - Apagogi
- 1991 - Na eisai ekei
- 1992 - Etsi m' aresei
- 1994 - Ethnic
- 1995 - H Proti apili
- 1996 - Trancemix
- 1997 - Se ena vradi oti zisoume
- 1998 - Kathreftis
- 1999 - Ton filo sou zilevo
- 2001 - Oniro 13
- 2002 - S.A.G.A.P.O.
- 2003 - SOLO
- 2005 - Bar Code
- 2006 - Made in Greece